# Julián Méndez (bajista)
Julián Méndez Podadera (Granada, 16 de febrero de 1985) es un productor y artista español, conocido por su proyecto musical 'Checopolaco'. Capitanea el sello discográfico Lojasound Records. 

## Lori Meyers
Julián fue cofundador, bajista y teclista de la primera formación de Lori Meyers, desde 1998 hasta 2006. Con Lori Meyers, aparte de producir y grabar cinco maquetas entre 1998 y 2004, grabó los discos Viaje de estudios (Houston Party Records, 2004) y Hostal Pimodán (Houston Party Records, 2005) en los que participó también de coproductor.

## Los Invisibles
Los Invisibles formó parte del un grupo de rock granadino cuyo nombre está inspirado en el cómic estadounidense Los Invisibles, creado por Grant Morrison para Vertigo Comics / DC Comics (Planeta DeAgostini en España). El 14 de abril de 2010 su cantante, Banin Fraile, declaraba, al responder sobre el estado del grupo, que “lo que hay lo grabamos en un día y la cosa se quedó ahí. Tengo más canciones terminadas y algún día me gustaría sacar algo, pero tampoco dispongo de todo el tiempo que me gustaría para dedicarle y hacerlo bien".

## Los Planetas
Julián se incorporó a Los Planetas, como bajista, en la gira de presentación del álbum Una ópera egipcia (Octubre - Sony Music Entertainment, 2010). Forma parte estable de la banda hasta la grabación del álbum Las canciones del agua (El Ejército Rojo - El Volcán Música, 2022).

## Vinicius Vive
Vinicius Vive es una formación de bossanova que nace de músicos a medio camino entre Granada capital y Loja. La idea surge cuando Alejandro Méndez (miembro guitarrista de Lori Meyers) comenta la idea a su padre Paco Méndez (que hará del poeta Vinicius de Moraes) y a su hermano Julián Méndez. A la formación se une la batería de Mafo Fernández (de los granadinos Pájaro Jack) y la voz de Silvia Rollán (del grupo Su Señora).

## Unidad y armonía
Julián toca el bajo en la banda que acompaña en directo a Unidad y armonía, el proyecto creado en 2018 por Miguel Martín (antiguo componente de Lori Meyers).

## Fuerza nueva
El 3 de enero de 2019 se estrena el videoclip de Los campanilleros, primera canción editada de Fuerza nueva, proyecto colaborativo entre Los Planetas y Niño de Elche. El 12 de octubre de 2019 publican su álbum de debut Fuerza nueva (El Ejército Rojo, 2019).

## Grabaciones en solitario (Checopolaco)
En solitario actuó como Checopolaco entre 2010 y 2022 (el 28 de octubre de 2022 Checopolaco da el último concierto en la sala Lemon Rock de Granada).
Bajo este alias publicó los siguientes discos:

### Checopolaco ep(Lojasound, 2010)
En 2009 se edita el ep homónimo en el sello Lojasound. El disco incluye los siguientes temas:
1. Laura Taylor
2. Veranea
3. La viña del señor
4. Entre tú y yo
5. Yo quiero ser tu novio

### Checopolaco(Lojasound/Meridiana, 2012)
Su segundo álbum, Checopolaco (Lojasound/Meridiana 2012), se publicó el 23 de febrero de 2012. El disco, producido por Julián Méndez y Coronel Groucho, contiene las siguientes canciones:
1. El batallón
2. Camarera
3. Laura Taylor
4. Diadema
5. Como un ángel
6. Verte al Norte
7. A paso de caracol
8. Guerreros
9. No tan frío invierno

### Clavulánico(Lojasound/El Volcán, 2015)
El 12 de febrero de 2014 se publica en descarga digital el doble sencillo Los misiles / bieenn!! y el 13 de enero de 2015 Barbados. Ambos singles son adelanto de su segundo álbum, que se edita el 27 de enero de 2015 bajo el título de Clavulánico (Lojasound/El Volcán). El disco incluye diez canciones compuestos y producidos por Julián Méndez, grabados en Lojasound Estudios. Los temas de este álbum son los siguientes:
1. Barbados
2. Entre tú y yo
3. Clavulánico
4. No
5. Bienn!!!
6. Granizo
7. Maldita catástrofe
8. Los misiles
9. Savia nueva
10. Qué va a ser de mí

A finales de enero comienza su gira de presentación del disco por Galicia con prolongación por el resto de España y promocionada por GPS' (Girando por Salas) después de ganar una plaza para ello por concurso. En esta gira le acompañan Antonio Domínguez Slowfinger a la guitarra, José Pablo Prieto como bajista, Enrique Cañizares en teclados y Alberto Franquelo en la batería.

### Tres pasos(El Ejército Rojo, 2019)
A lo largo de 2018, Checopolaco presenta los sencillos digitales La ciudad, Espero y Avance, anticipo de su tercer álbum Tres pasos (El Ejército Rojo, 2019). Tres Pasos fue grabado, mezclado y masterizado por Carlos Díaz entre los estudios de Lojasound Estudios (Loja), Santa María de la Vega, Abbey Road Studios (Londres) y Teatro Imperial de Loja. El álbum, producido por Julián, incluye los temas:
1. Avance
2. Hacerlo mejor
3. El desván
4. Negras
5. La ciudad
6. Haciendo 8s
7. Zascandil
8. Una señal
9. Mi ruta
10. Espero
11. Coda

El vídeo promocional de La ciudad, dirigido por Adrián C. Nieto Maesso, recibió el premio al mejor videoclip granadino en el VI Concurso Granajoven en un clip 2019.

### La paliza (single digital)(El Ejército Rojo, 2020)
En enero de 2020 se publica el sencillo digital La paliza (El Ejército Rojo, 2020), con Antonio Domínguez al bajo, Alberto Ortiz a la batería y Julián Méndez a la guitarra y la voz. Fue grabado y mezclado en Lojasound Estudios por Julián Méndez y masterizado por Víctor García en Mastering Ultramarinos, con portada de Fernando Cienfuegos 2041 con fotografía de Carlos Aguilera.

### Regular(Lojasound, 2021)
El 17 de septiembre de 2021 se edita el sencillo digital Algo que decir (Lojasound, 2021), adelanto de su cuarto álbum Regular y producida por Julián y su hermano Alejandro; grabada, durante el verano de 2021, en Lojasound Estudios por Carlos Marqués, Miguel Martín y el propio Julián a partir de un boceto ejecutado durante 2020; mezclada y masterizada por Sean Marholm.
El 14 de septiembre se edita el segundo adelanto del cuarto álbum,  Madrid, Pekín y el Sáhara (Lojasound, 2021), con un videoclip dirigido por Julián Méndez y Miryam Levy.
Regular se edita el 19 de noviembre de 2021 con las siguientes canciones:
1. Madrid, Pekín y el Sáhara
2. Algo que decir
3. Lo menos falso
4. Me da igual
5. Escúchame un momento
6. Es lo de menos
7. Tú al dente y yo en Nueva York
8. Martes
9. ¿Cómo te quedas?
10. Fuego que provoques

## Colaboraciones
- Antonio Arias - Multiverso II (de la soleá de la ciencia a la física de la inmortalidad) (Autoeditado, 2013) (bajo en A la materia).
- Grupo de Expertos Solynieve - Colinas bermejas (El Ejército Rojo, 2014) (grabación junto con David Sutil).
- La Bien Querida - Premeditación, nocturnidad y alevosía (Elefant Records, 2015) (bajo en Poderes extraños)
- Antonio Arias - Multiversos (Wild Punk Records, 2015) (bajo en A la materia).
- Soleá Morente -  Tendrá que haber un camino (El Volcán Música, 2015) (bajo en La ciudad de los gitanos).[15]
- Señor Chinarro - El progreso (El Segell del Primavera, 2016) (guitarra en Efectos especiales).
- Soleá Morente -  Lo que te falta (Elefant Records, 2020) (bajo).[16]